# Cacurgidae
Cacurgidae – wymarła rodzina owadów z rzędu świerszczokaraczanów. W zapisie kopalnym znane są od pensylwanu w karbonie po późny perm. Ich skamieniałości znajduje się na terenie Europy i obu Ameryk.

## Opis
Były to owady o prognatycznej głowie, zaopatrzonej w długie czułki i duże oczy złożone. Przedtułów miał umiarkowanie szerokie, pozbawione przednich wcięć paranota. Wydłużone odnóża charakteryzowały golenie o nieuzbrojonych wierzchołkach. W użyłkowaniu przednich skrzydeł sektor radialny brał początek w nasadowej ⅓ skrzydła, a na wysokości tego miejsca pole kostalne było nie węższe niż subkostalne. Żyłka subkostalna kończyła się łącząc z kostalną. Pole między żyłkami radialnymi było niezwężone. Pierwsze rozgałęzienia żyłki medialnej zaczynały się nie wcześniej niż w połowie długości skrzydła. W nasadowej ⅓ skrzydła tylne odnogi przedniej żyłki kubitalnej zaczynały się nieregularnie rozgałęziać, a niektóre z gałązek ulegały dalej desklerotyzacji. Odwłok samic zaopatrzony był w długie pokładełko.

## Taksonomia
Takson ten wprowadzony został w 1911 przez Antona Handlirscha. W 1922 umieszczany był przez tego autora w rzędzie Protorthoptera, uznanym przez niego za synonim Protoblattoidae. W 1938 Cacurgidae przeniesione zostały przez Andrieja Martynowa do rzędu Paraplecoptera i tam też umieszczał je w 1962 Aleksandr Szarow. W 2002 Aleksandr Rasnicyn  umieścił je w rzędzie Eoblattida, a Béthoux i André Nel w nadrzędzie Archaeorthoptera. W 2004 Gorochow przeniósł je do rzędu Protoptera. W pracach Daniła Aristowa z 2012 oraz Aleksandra Rasnicyna i Daniła Arsitowa z 2013 wskazywano, że m.in. Eoblattidae, Cacurgidae i Grylloblattidae stanowić powinny jeden rząd świerszczokaraczanów. Rewizji tego rzędu dokonał w 2015 Danił Aristow, uznając zgodnie z zasadą priorytetu jako jego naukową nazwę Eoblattida, a Grylloblattodea za synonim.
Po rewizji Aristowa z 2015 należą tu następujące rodzaje:
- †Cacurgus Handlirsch, 1911
- †Ideliopsis Carpenter, 1948
- †Kochopteron Brauckmann,  1984
- †Kitshuga Aristov, 2012
- †Suksunus Aristov, 2015